# Juegos Parapanamericanos Juveniles
Los Juegos Parapanamericanos Juveniles son un evento multideportivo que se ha llevado a cabo cada cuatro años a partir de 2005. En ellos compiten atletas paralímpicos, es decir deportistas con discapacidad física, auditiva, visual, cognitiva y parálisis cerebral, entre los 14 y los 21 años de edad.
La primera edición se celebró en Barquisimeto en el año 2005; posteriormente, los Juegos tuvieron lugar en Bogotá (2009), Buenos Aires (2013) y São Paulo (2017).
La quinta edición se disputó en Bogotá entre el 2 al 12 de junio de 2023, debido a las postergaciones que debió sufrir este evento a causa de la pandemia de COVID-19 durante 2021. La edición de 2025 se realizará en Santiago de Chile.

## Ediciones
| Año  | Evento                                 | Sede                 | Sede                 |
| 2005 | I Juegos Parapanamericanos Juveniles   | Bandera de Venezuela | Bandera de Venezuela |
| 2005 | I Juegos Parapanamericanos Juveniles   | Barquisimeto         | Venezuela            |
| 2009 | II Juegos Parapanamericanos Juveniles  | Bandera de Colombia  | Bandera de Colombia  |
| 2009 | II Juegos Parapanamericanos Juveniles  | Bogotá               | Colombia             |
| 2013 | III Juegos Parapanamericanos Juveniles | Bandera de Argentina | Bandera de Argentina |
| 2013 | III Juegos Parapanamericanos Juveniles | Buenos Aires         | Argentina            |
| 2017 | IV Juegos Parapanamericanos Juveniles  | Bandera de Brasil    | Bandera de Brasil    |
| 2017 | IV Juegos Parapanamericanos Juveniles  | São Paulo            | Brasil               |
| 2023 | V Juegos Parapanamericanos Juveniles   | Bandera de Colombia  | Bandera de Colombia  |
| 2023 | V Juegos Parapanamericanos Juveniles   | Bogotá               | Colombia             |
| 2025 | VI Juegos Parapanamericanos Juveniles  | Bandera de Chile     | Bandera de Chile     |
| 2025 | VI Juegos Parapanamericanos Juveniles  | Santiago             | Chile                |
| ---- | -------------------------------------- | -------------------- | -------------------- |